# West London

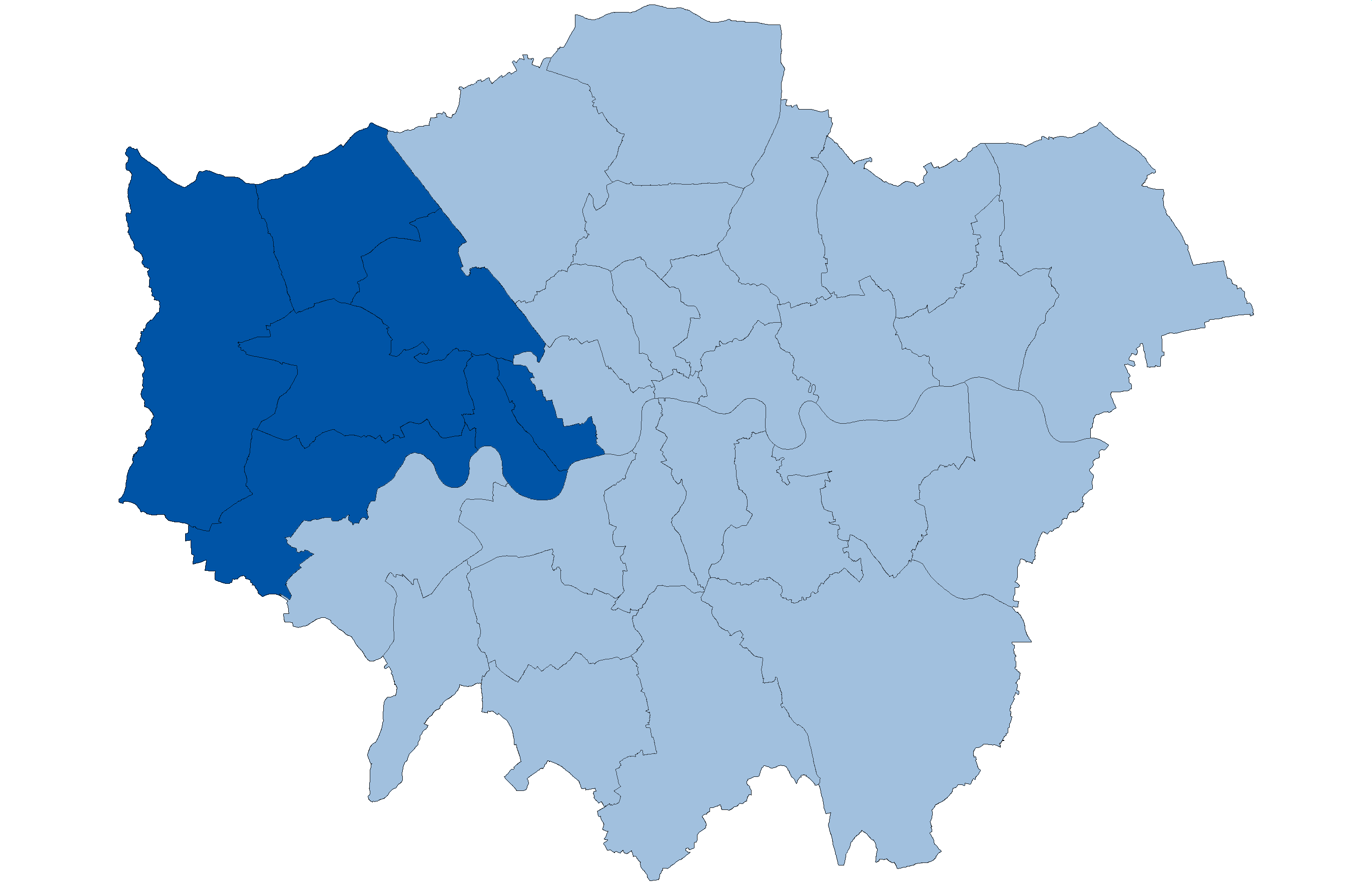
Situation de West London par rapport au Grand Londres

West London est une subdivision de la région anglaise du Grand Londres, en Angleterre. La zone qu'elle couvre est définie différemment pour des raisons variées. On considère généralement que West London couvre les districts qui se situent à l'ouest de la région. Elle comprend les districts de Brent, Ealing, Hammersmith et Fulham, Harrow, Hillingdon, Hounslow, Kensington et Chelsea selon le Plan londonien.